# Yuanxiang
Yuanxiang (kinesiska: 原相, 原相乡) är en socken i Kina. Den ligger i provinsen Shanxi, i den norra delen av landet, omkring 44 kilometer väster om provinshuvudstaden Taiyuan. Antalet invånare är 3 779. Befolkningen består av 1 696 kvinnor och 2 083 män. Barn under 15 år utgör 16,0 %, vuxna 15-64 år 69 %, och äldre över 65 år 14,0 %.
Genomsnittlig årsnederbörd är 616 millimeter. Den regnigaste månaden är juli, med i genomsnitt 207 mm nederbörd, och den torraste är januari, med 3 mm nederbörd.